# Thomas Unger (Schauspieler)
Thomas Unger (* 1970 in München) ist ein deutscher Schauspieler.

## Leben

### Ausbildung und Theater
Unger wuchs in Unterhaching bei München auf. Seinen Zivildienst leistete er in der Abteilung Kinderpsychosomatik der Klinik und Poliklinik für Kinder- und Jugendpsychiatrie in München ab. 1990 schloss er seine Berufsausbildung zum Schriftsetzer ab. Anschließend studierte er zunächst Sonderpädagogik an der Ludwig-Maximilians-Universität in München. Während des Studiums entdeckte Unger jedoch zunehmend sein Interesse für die Schauspielerei.
Er absolvierte von 1998 bis 2002 eine Schauspielausbildung an der Hochschule der Künste in Berlin und war noch während seiner Ausbildung als Gast am Maxim-Gorki-Theater in Berlin engagiert. Sein erstes Festengagement erhielt er am Badischen Staatstheater Karlsruhe; dort war er von 2002 bis 2008 Ensemblemitglied. Seit 2008 trat er am Staatstheater Karlsruhe weiterhin als Gast auf. Er spielte dort Carlos Bueno in dem Theaterstück Die Grönholm-Methode von Jordi Galceran (2008–2011) und die Rolle von Woody Guthrie in der Musik-Revue Dylan – the times they are a-changin von Heiner Kondschak (Spielzeit 2011/12).
Er hatte weitere Theaterengagements am Theater Heidelberg (2008–2010; mit Dylan – the times they are a-changin) und am Stadttheater Ingolstadt (2011/2012).
2017 gab er als Musikant Ambros Flohreiter in dem Volksstück Die Pfingstorgel sein Debüt bei den Luisenburg-Festspielen.
Seit 2023 spielt er den bayerischen Ministerpräsidenten Markus Söder im Singspiel auf dem Nockherberg.

### Film und Fernsehen
Unger spielte seit 2007 auch regelmäßig Rollen in Kinofilmen, Fernsehfilmen und Fernsehserien. Häufig wurde er dabei in Rollen mit süddeutschem, oberbayerischen oder österreichischem Hintergrund eingesetzt. Sein Filmdebüt gab er in dem Spielfilm Baching (2008), einem bayerischen Heimatdrama unter der Regie von Matthias Kiefersauer. Unger verkörperte darin, an der Seite von Bernadette Heerwagen, den Koch Benedikt Kirchner, der nach einer Abwesenheit von drei Jahren in sein Heimatdorf zurückkehrt, um sich seiner Vergangenheit und seiner Verantwortung für den Tod eines jungen Mädchens zu stellen.
Sein Fernsehdebüt gab Unger 2007, ebenfalls unter der Regie von Matthias Kiefersauer, in der Heimatkomödie Das große Hobeditzn; Unger spielte den Bauernsohn Christoph Hobeditz. 2009 war Unger in dem ZDF-Fernsehfilm Gletscherblut zu sehen. Er übernahm die Rolle des Berufstauchers Markus, der zur Hochzeit seiner Ex-Freundin in seine Heimat Tirol zurückkehrt. 2008 übernahm er in der Tatort-Folge Der oide Depp die Rolle des Stadtpolizisten Hubert Würzbauer. Unger spielte in Schwarz-Weiß-Rückblenden die Rolle des jungen Hubert Würzbauer.
Das ZDF besetzte Unger auch in der Rolle des attraktiven, heiratswilligen, zwischen zwei Frauen stehenden, Stockholmer Arztes Jonas Jansson in dem Inga-Lindström-Fernsehfilm Die Hochzeit meines Mannes (2011). In der österreichischen Fernsehserie Das Glück dieser Erde (2011) hatte Unger neben Eva Herzig eine durchgehende Serienhauptrolle als Tierarzt Dr. Michael Haas. 2012 war er in der ZDF-Fernsehreihe Katie Fforde in einer Hauptrolle zu sehen. Er verkörperte, an der Seite von Maresa Hörbiger und Fiona Coors, in dem Fernsehfilm Diagnose: Liebe den Bootsbauer und Bootsverkäufer John Walker.
In der ZDF-Serie Die Garmisch-Cops spielte er die Hauptrolle des ermittelnden Hauptkommissars Anton „Toni“ Wölk (2012–2014). Episodenhauptrollen hatte er in den TV-Serien Der Dicke (2009, als spielsüchtiger Buchhalter und Ehemann Frank Hellner), in Ein Fall für zwei (2009, als Kommissar Wegner), in Um Himmels Willen (2009, als arbeitsloser Bistro-Stammgast Jörg Wissmann) und in SOKO Kitzbühel (2010, als Hausarzt Dr. Gerald Rainer).
In dem „Alpenthriller“ Liebe bis in den Mord (Erstausstrahlung: September 2016) spielte Unger, an der Seite von Felicitas Woll, in der männlichen Hauptrolle den Sohn einer reichen Molkereibesitzerin. Im Dezember 2016 war Unger an der Seite Minh-Khai Phan-Thi in dem ZDF-Sonntagfilm Katie Fforde: Tanz auf dem Broadway in der männlichen Hauptrolle als Komponist und alleinerziehender Familienvater Michael Tandsom zu sehen. In der nach dem Auftaktfilm nicht fortgeführten ZDF-Fernsehreihe Mordkommission Königswinkel (2017) verkörperte Thomas Unger den alleinerziehenden Landwirt Breitkreuz, der ein grausiges Geheimnis zu verbergen sucht. In der ARD-Fernsehreihe Daheim in den Bergen ist Unger seit 2018 an der Seite von Matthi Faust und Catherine Bode in der Rolle des grantigen, getrennt lebenden Kochs Georg Leitner zu sehen. In dem ZDF-Sonntagsfilm Katie Fforde: Zimmer mit Meerblick (Erstausstrahlung: November 2018), in dem er wieder mit Catherine Bode als Partnerin vor der Kamera stand, verkörperte er den „ungehobelten, wortkargen Naturburschen“ Rick Seymour. In der 11. Staffel der ZDF-Serie Die Bergretter (2019) übernahm Unger eine der Episodenhauptrollen als feinsinniger Klosterbruder Elias, den einst viel mit einer Buchrestaurateurin verband.

### Privates
Unger lebt mit seiner Frau und den drei gemeinsamen Söhnen in München.

## Filmografie (Auswahl)
- 2007: Das große Hobeditzn (Fernsehfilm)
- 2008: Baching (Fernsehfilm)
- 2008: Himmlischer Besuch für Lisa (Fernsehfilm)
- 2008: Tatort: Der oide Depp (Fernsehreihe)
- 2009: Gletscherblut (Fernsehfilm)
- 2009: Ein Fall für zwei (Fernsehserie, 2 Folgen)
- 2009: Der Dicke (Fernsehserie, Folge Gefährliches Spiel)
- 2009: Um Himmels Willen (Fernsehserie, Folge Glück im Unglück)
- 2010: SOKO Kitzbühel (Fernsehserie, Folge Die schönste Zeit ihres Lebens)
- 2010: Jeder Mensch braucht ein Geheimnis (Fernsehfilm)
- 2011: Das Glück dieser Erde (Fernsehserie, 13 Folgen)
- 2011: Inga Lindström – Die Hochzeit meines Mannes (Fernsehreihe)
- 2012: Was machen Frauen morgens um halb vier? (Fernsehfilm)
- 2012: Katie Fforde: Diagnose: Liebe (Fernsehreihe)
- 2012, 2021: Die Rosenheim-Cops (Fernsehserie, verschiedene Rollen, 2 Folgen)
- 2012–2014: Die Garmisch-Cops (Fernsehserie, 22 Folgen)
- 2016: Liebe bis in den Mord: Ein Alpenthriller (Fernsehfilm)
- 2016: Katie Fforde: Tanz auf dem Broadway
- 2017: Mordkommission Königswinkel (Fernsehfilm)
- 2018: Katie Fforde: Zimmer mit Meerblick
- 2018–2024: Daheim in den Bergen (Fernsehreihe) → siehe Besetzung
- 2019: Die Bergretter (Fernsehserie, Folge Wiedersehen)
- 2020: SOKO Kitzbühel (Fernsehserie, Folge Der Mann, der vom Himmel fiel)
- 2020: Die Toten vom Bodensee – Der Wegspuk (Fernsehreihe)
- 2021: Der Boandlkramer und die ewige Liebe
- 2022: Kehraus
- 2022: Frühling – Das erste Mal (Fernsehreihe)
- 2022: In aller Freundschaft (Fernsehserie, Folge Erscheinungen)
- 2022: Muttertag – Ein Taunuskrimi (Fernsehreihe)
- seit 2023: Nockherberg-Singspiel (Rolle des Markus Söder)
- 2024: SOKO Donau/SOKO Wien (Fernsehserie, Folge Kinderwunsch)
- seit 2025: Marie fängt Feuer (Fernsehreihe) → siehe Besetzung